# Andorra ai XXIV Giochi olimpici invernali
Andorra ha partecipato ai XXIV Giochi olimpici invernali, che si sono svolti dal 4 al 20 febbraio 2022 a Pechino in Cina, con una delegazione composta da cinque atleti.

## Delegazione
| Sport        | Uomini | Donne | Totale |
| ------------ | ------ | ----- | ------ |
| Sci alpino   | 1      | 1     | 2      |
| Sci di fondo | 1      | 1     | 2      |
| Snowboard    | -      | 1     | 1      |
| Totale       | 2      | 3     | 5      |

## Risultati

### Sci alpino
| Atleta             | Evento                   | Tempo     | Tempo     | Tempo   | Posizione |
| Atleta             | Evento                   | 1ª manche | 2ª manche | Totale  | Posizione |
| ------------------ | ------------------------ | --------- | --------- | ------- | --------- |
| Joan Verdú Sánchez | Supergigante maschile    | 1'22"92   | 1'22"92   | 1'22"92 | 22º       |
| Joan Verdú Sánchez | Slalom gigante maschile  | 1'04"48   | 1'06"80   | 2'11"28 | 9º        |
| Cande Moreno       | Combinata femminile      | 1'34"05   | 1'00"29   | 2'34"34 | 12ª       |
| Cande Moreno       | Discesa libera femminile | DNF       | DNF       | DNF     | DNF       |
| Cande Moreno       | Supergigante femminile   | 1'16"72   | 1'16"72   | 1'16"72 | 30ª       |

### Sci di fondo
| Atleta        | Evento              | Tecnica classica | Tecnica classica | Tecnica libera | Tecnica libera | Totale    | Totale   | Totale    |
| Atleta        | Evento              | Tempo            | Posizione        | Tempo          | Posizione      | Tempo     | Distacco | Posizione |
| ------------- | ------------------- | ---------------- | ---------------- | -------------- | -------------- | --------- | -------- | --------- |
| Irineu Esteve | 15 km maschile      | N.D.             | N.D.             | N.D.           | N.D.           | 40'39"4   | +2'44"6  | 24º       |
| Irineu Esteve | Skiathlon maschile  | 41'37"9          | 27º              | 38'54"1        | 16º            | 1h21'08"2 | +4'58"4  | 20º       |
| Irineu Esteve | 50 km maschile      | N.D.             | N.D.             | N.D.           | N.D.           | 1h15'09"8 | +3'37"1  | 25º       |
| Carola Vila   | 10 km femminile     | N.D.             | N.D.             | N.D.           | N.D.           | 31'45"0   | +3'38"7  | 47ª       |
| Carola Vila   | Skiathlon femminile | 25'09"6          | 43ª              | 24'32"5        | 50ª            | 50'28"8   | +6'15"1  | 47ª       |
| Carola Vila   | 30 km femminile     | N.D.             | N.D.             | N.D.           | N.D.           | 1h39'18"1 | +14'24"1 | 48ª       |

### Snowboard
Cross
| Atleta        | Evento                    | Posizionamento | Posizionamento | Ottavi    | Quarti          | Semifinale      | Finale / Finale B | Finale / Finale B |
| Atleta        | Evento                    | Tempo          | Posizione      | Posizione | Posizione       | Posizione       | Posizione         | Totale            |
| ------------- | ------------------------- | -------------- | -------------- | --------- | --------------- | --------------- | ----------------- | ----------------- |
| Maeva Estévez | Snowboard cross femminile | DNF            | 31ª            | DNS       | Non qualificata | Non qualificata | Non qualificata   | 31ª               |